# Simon Tuturop
Simon Tuturop (ur. w latach 50. XX wieku) – papuaski aktywista, działacz na rzecz niepodległości Papui Zachodniej.
Pochodzi z Fakfak. 3 lipca 1982 został aresztowany za udział w odbywającej się w Jayapurze uroczystości, podczas której proklamowano niepodległość Papui Zachodniej. Skazany na 12 lat więzienia, przebywał między innymi w więzieniu Kalisosok. Został zwolniony w 1989 roku, zaangażował się w organizowanie pomocy dla więźniów politycznych. Po ustąpieniu Suharto pracował w Aceh, działając na rzecz ofiar walk między wojskiem indonezyjskim a Ruchem Wyzwolenia Acehu (GAM). 19 lipca 2008 wraz z kilkudziesięcioma innymi osobami został aresztowany, gdy brał udział w eksponowaniu flagi używanej przez ruch niepodległościowy. Więzienie opuścił na początku 2012 roku.